# 10026 Sophiexeon
10026 Sophiexeon eller 1980 RE1 är en asteroid i huvudbältet som upptäcktes den 3 september 1980 av den tjeckiske astronomen Antonín Mrkos vid Kleť-observatoriet i Tjeckien.
Asteroiden har en diameter på ungefär 11 kilometer och den tillhör asteroidgruppen König.
Asteroiden är uppkallad efter Sophie Xeon, en inflytelserik skotsk musiker.